# チコタン
「こどものための合唱組曲『チコタン』」は、蓬萊泰三作詞、南安雄作曲による、合唱組曲。「ぼくのおよめさん」という副題をともなう。「チコタン」とは、同曲内で歌われる少女「チエコ」の愛称である。
後に短編アニメーション映画化されたほか、絵本もカワイ出版から制作されている。

## 音楽
和歌山放送児童合唱団（現在の和歌山児童合唱団）の1967年（昭和42年）度の歌として制作され、同合唱団によって初演された。1969年（昭和44年）にレコード化された。同年度の芸術祭優秀賞を受賞。
児童合唱とピアノのために書かれ、2000年代には女声合唱版も作られた。2台ピアノ伴奏版もある。
1990年代には楽譜の販売部数が10万部を突破した。
作詞者の蓬莱は、高度経済成長により子供の遊び場が失われ子供間の競争が激しくなる中、「大人社会」の被害者である子供を悼む曲として詞を書いた。1960年代の交通戦争を示唆した内容と思われがちだが、蓬莱は、世間に「交通事故に警鐘を鳴らす曲」とだけ捉えられたことを心外だったと語っている。主人公の少年の初恋を交えた日常から一転し、初恋相手の少女が交通事故で突然死んでしまうという衝撃的な内容の歌である。歌詞は関西弁で書かれており、関西弁のアクセントや、緊張で言葉に詰まる部分までそのまま再現したメロディーは、鮮烈でコミカルである。豊かな感情や関西弁の表現力が必要であるため、歌唱難易度はやや高い。
主に関西地方の小学校、中学校の合唱コンクール等で歌われることが多い。現在でもCDや楽譜を購入することができる。
2010年代のインターネットコミュニティでは、「究極のバッドエンディング曲」「トラウマソング」と評されている。

## 物語
5つの歌から成り、女声合唱版にはピアノのみで演奏される前奏曲（Petit Prelude）が付されている。この制作方法は他にもイギリスのイエス (バンド)の『危機 (イエスのアルバム)』内の曲「危機」「同志」や、クイーン (バンド)のシングル曲「ボヘミアン・ラプソディ」にも使われている。
1. なんでかな？
幼い少年「ぼく」が、クラスメイトの女の子「チコタン」に恋をし、どうしてこんなに彼女が好きなのか、と戸惑う。
2. プロポーズ
「ぼく」は思いきって言葉に詰まりながらもチコタンにプロポーズをする。
3. ほっといてんか
「ぼく」の家は魚屋を営んでおり、一人っ子の「ぼく」が店を継がなければならない。しかしチコタンは魚が嫌いであったため、「ぼく」は失恋し、塞ぎこんでしまう。
4. こんやく
魚嫌いのチコタンだが、エビ・カニ・タコは好きであるということが分かる。「ぼく」は俄然張り切り、「エビ・カニ・タコだけ売る日本一の魚屋になる」と宣言し、チコタンと将来結婚することを約束する。
5. だれや!?
ところがその直後、チコタンは突然の交通事故に遭い、亡くなってしまう。チコタンの死に激しく動揺し、加害者を糾弾する「ぼく」の悲痛な叫びで楽曲は幕を閉じる。

## レコード・CD
| 発売日         | 作品名                                                                               | レーベル       | 規格品番      | 歌唱                       | 脚注  |
| -------------- | ------------------------------------------------------------------------------------ | -------------- | ------------- | -------------------------- | ----- |
| 1969年         | コロムビア・コーラス・シリーズ こどものための合唱組曲 チコタン〜ぼくのおよめさん〜   | 日本コロムビア | BSS-41        | 西六郷少年少女合唱団       | [ 2 ] |
| 1973年         | 現代日本児童合唱名曲選 チコタン・日記のうた・お菓子のうた                            | CBS・ソニー    | SOBJ-2        | 西六郷少年少女合唱団       |       |
| 1975年         | こどもの歌コンパクト・デラックス こどものための合唱組曲 チコタン〜ぼくのおよめさん〜 | 日本コロムビア | CK-65         | 西六郷少年少女合唱団       |       |
| 1981年7月5日   | こどものための合唱組曲 チコタン/日記のうた                                           | 東芝レコード   | TA-72066      | 大阪すみよし少年少女合唱団 | [ 3 ] |
| 1996年2月21日  | チコタン〜合唱名曲コレクション38〜ジュニア篇                                         | 東芝EMI        | TOCZ-9264     | 大阪すみよし少年少女合唱団 |       |
| 1999年3月20日  | 児童合唱組曲名曲選 チコタン 南安雄作品集                                             | ビクター       | VICS-61014    | 東京放送児童合唱団         |       |
| 2000年11月18日 | 児童合唱の世界I チコタン                                                             | 日本コロムビア | COCX-31215〜7 | 東京放送児童合唱団         |       |
| 2001年12月31日 | ソングブック                                                                         | フォンテック   | EFCD-3010     | 西六郷少年少女合唱団       |       |

## 映画
1971年に学研映画が製作。全11分。
- 企画・製作：原正次
- 製作担当：神保まつえ
- 作曲：南安雄
- 作詞：蓬莱泰三
- 歌：西六郷少年少女合唱団（日本コロムビアレコード「チコタン」より）
- アニメーション：真賀理文子・秦泉寺博・及川功一
- 撮影：吉岡謙・田村実
- 美術：小前隆・徳山正美・数藤雅三
- 編集：園尚子
- 脚本：岡本忠成・坂間雅子・来道子・田村実
- 協力：田畑精一
- 現像：東洋現像所
- 演出：岡本忠成

## 展開
蓬莱と南のコンビは、他にも児童向けの合唱曲をいくつか発表し、いじめ等の重いテーマも扱っている。
中でも『日曜日〜ひとりぼっちの祈り〜』は本作同様、子供の視点からの交通事故を題材にしている。ただし『チコタン』が、被害者の立場から事故に遭うまでを描いているのに対し、『日曜日』では飲酒運転による交通死亡事故加害者の家族（その事故により、加害者である自分の父親および同乗していた母親も死亡した上に、「人殺しの子」と罵られる日々を送る子供）が、事故のもたらした影響に後々まで苦しむ姿を詳細に描いている。
なお、蓬莱はNHKの教育ドラマ番組『中学生日記』の脚本を執筆しており、南もNHKの児童向け音楽等に関わっている。